# Markers kommun
Markers kommun (norska: Marker kommune) är en kommun i Østfold fylke i sydöstra Norge. Kommunens centralort och enda tätort är Ørje. Angränsande kommuner är Aurskog-Høland, Indre Østfold, Rakkestad, Aremark och Årjäng på den svenska sidan. 

## Administrativ historik
Markers kommun bildades den 1 januari 1964 genom en sammanslagning av de tidigare kommunerna Rødenes och Øymark, efter att dessa genomgått kommundelningar 1902 och 1903.

## Kommunvapen
Kommunvapnet antogs 1982 och ska dels visa på skogsbrukets historiska betydelse i kommunen men också att de två tidigare kommunerna som nu ingår i Markers kommun "drar godt sammen".

## Tätorter
I Markers kommun finns en tätort:
- Ørje (centralort)

## Socknar
Inom Norska kyrkan motsvaras Markers kommun av Markers socken i Østre Borgesyssels prosteri i Borgs stift.
Tidigare var kommunen indelad i de fyra socknarna Klund, Rødenes, Ørje och Øymark. 2024 slogs dessa fyra samman för att tillsammans bilda Markers socken.

## Sevärdheter
I Ørje byggdes 1849 Norges första slussanläggning, vilken innehåller tre slussar med en total höjdskillnad på 10 meter mellan Rödenessjön och Öymarksjön.
Ørje fort är befästningar som bestod av två delar: Norra och södra fortet och byggdes 1902-1903 för att skydda vägen genom Ørje som var en viktig infartsväg från Sverige. I samband med unionskrisen 1905 riktades mycket uppmärksamhet mot Ørje eftersom Ørje fort med sina kanoner riktade österut mot Sverige betraktades med misstänksamhet och ogillande från Sverige. Efter Karlstadskonferensen i september 1905 lades aktiviteten i fortet i Ørje ned, tillsammans med bland andra Fredriksten, men det norra fortet blev delvis restaurerat 1991.
Vid Rödenessjön ligger Rödenes medeltidskyrka som är byggd i romansk stil på 1200-talet, men i början på 1700-talet förlängdes kyrkan. Av kyrkans inventarier är predikstolen från 1600-talet medan altartavlan och dopfunten kommer från 1700-talet.
Ørje har också fått uppmärksamhet för en trafikskylt för fotgängare vilken har installerats av det svenska konstnärskollektivet Kreativiteket vid ett övergångsställe i byn. Skylten, som baseras på en karaktär spelad av John Cleese i Monty Pythons sketch The "Ministry of Silly Walks", är tänkt att inspirera passerande fotgängare att gå över gatan på ett lustigt och tokigt sätt.
Statens vegvesen har kritiserat skylten för att inte motsvara norsk standard och bryta mot de norska trafikreglerna, vilka förbjuder privatpersoner att sätta upp egentillverkade trafikskyltar på det allmänna gatunätet. Men dåvarande ordföranden i Markers kommun försvarade skylten och menade att den lett till ökad turism till staden. Det har också framförts i debatten att just denna skylt har lett till en ökad hänsyn mot fotgängarna av passerande bilister. Statens vegvesens negativa reaktioner mot skylten har senare mildrats. Med ett aprilskämt 2014 offentliggjorde direktören för Statens vegvesen Terje Moe Gustavsen ett fiktivt beslut, där man sade sig vilja införa denna typ av trafikskylt i hela Norge, något som ledde till att Monty Pythons egen Eric Idle omtalade detta på sitt Twitterkonto.